# Lędowo-Osiedle
Lędowo-Osiedle – osada w Polsce położona w województwie pomorskim, w powiecie słupskim, w gminie Ustka, nad Morzem Bałtyckim. Jest częścią składową sołectwa Lędowo.
W latach 1975–1998 miejscowość administracyjnie należała do województwa słupskiego.
W miejscowości znajduje się Centrum Szkolenia Marynarki Wojennej.

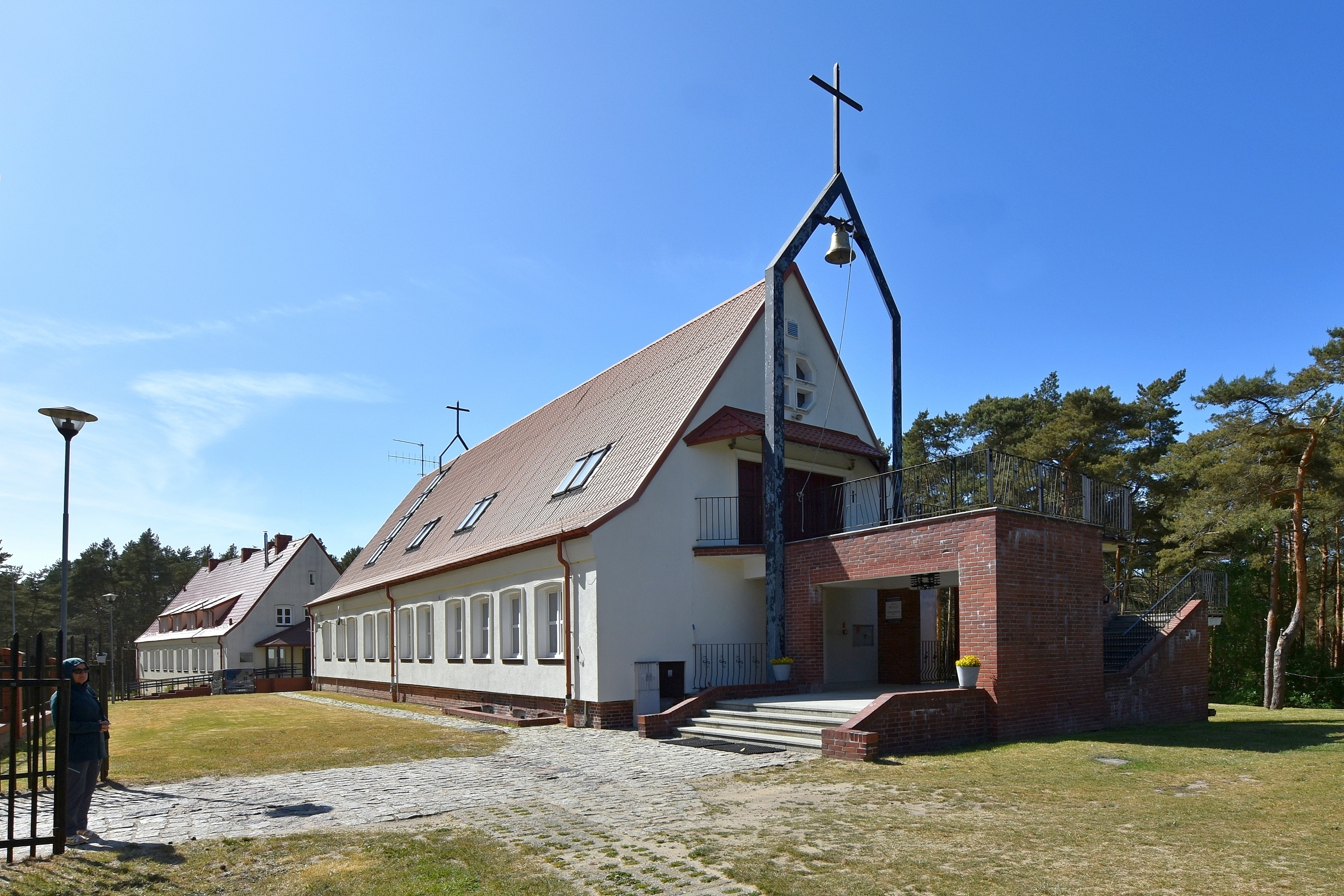
Wojskowy kościół i parafia
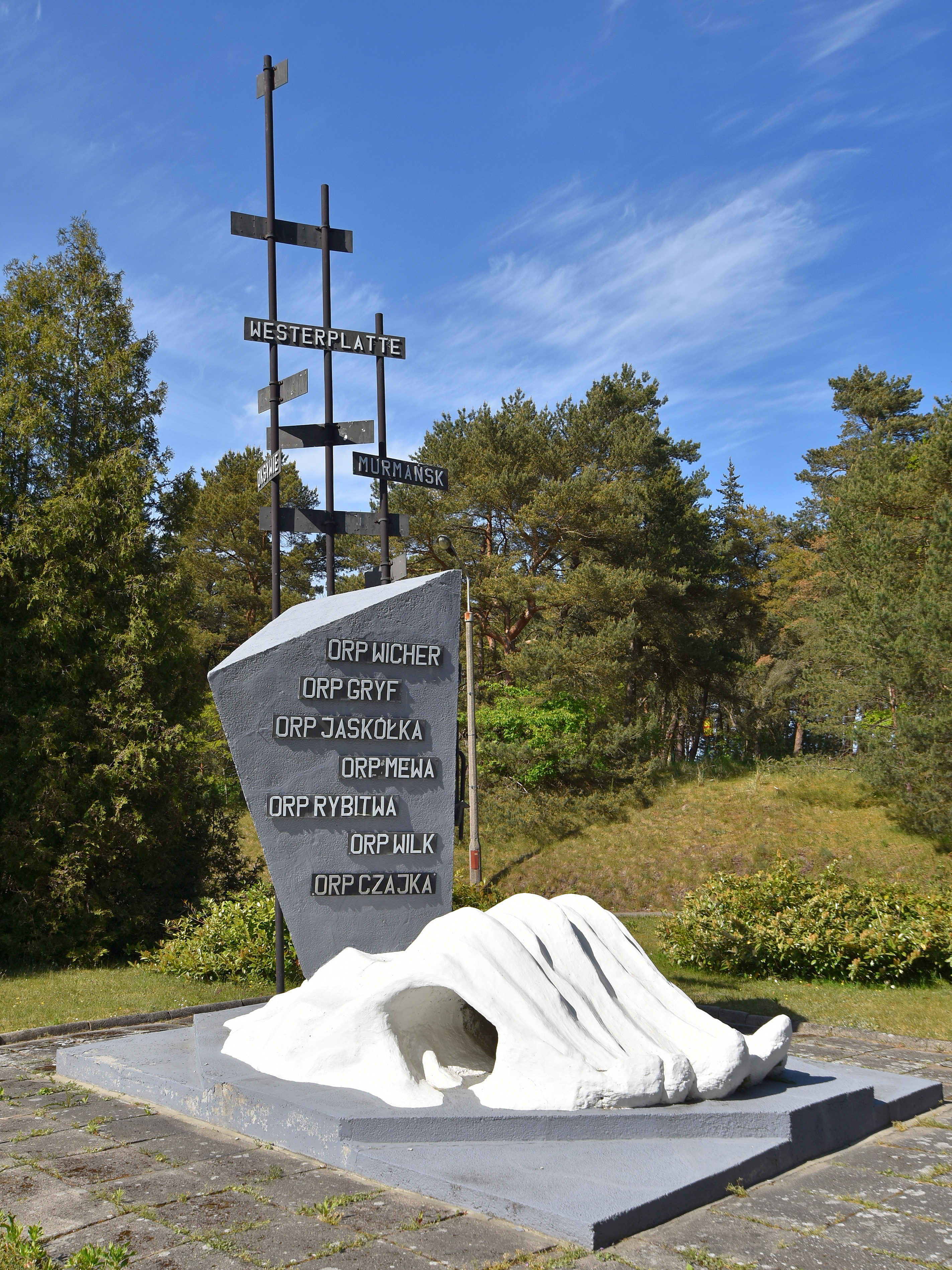
Pomnik poświęcony polskim marynarzom
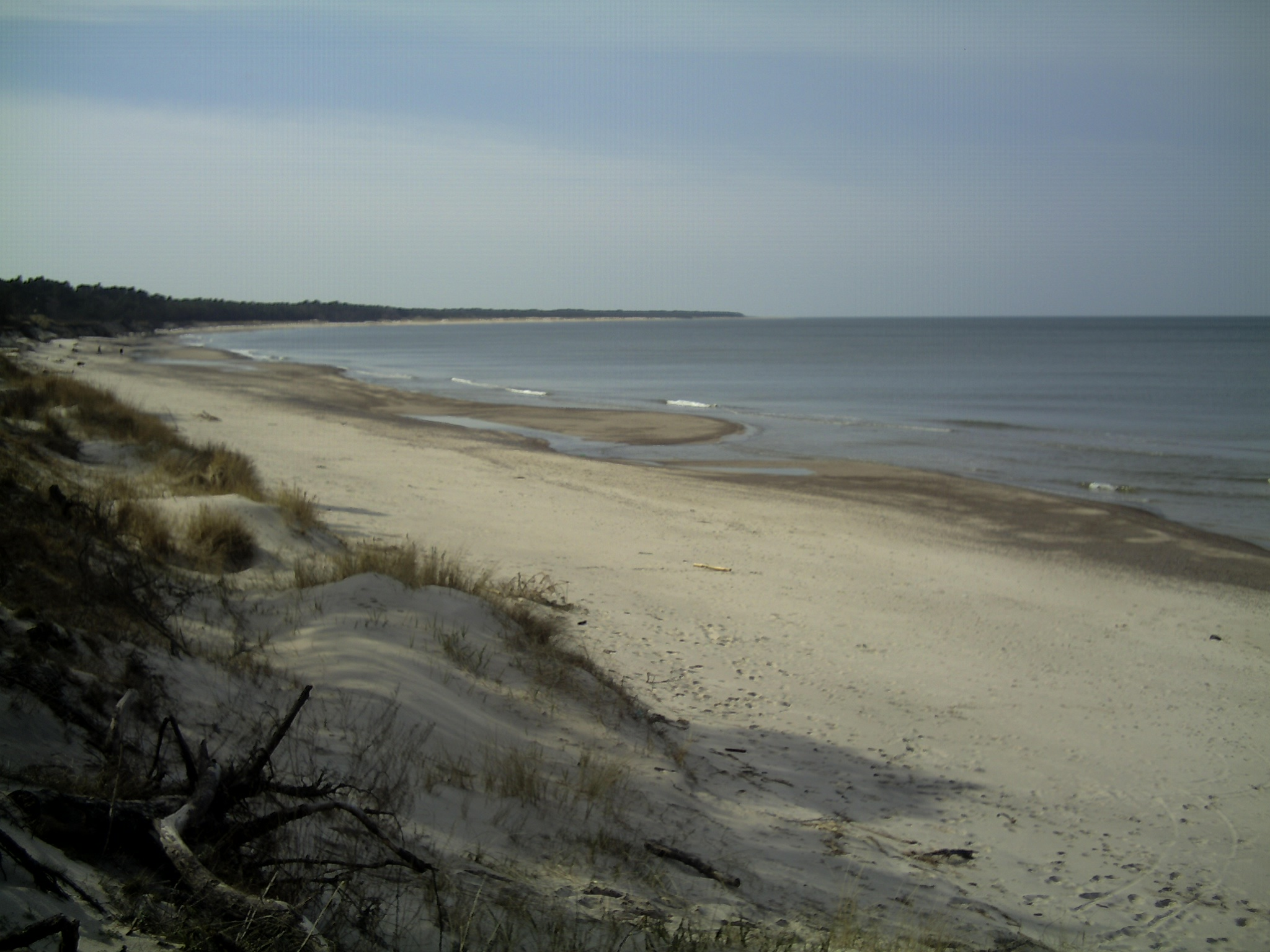
Plaża